# Portal de Calabuig
Portal de Calabuig és un portal del municipi de Bàscara (Alt Empordà) inclòs en l'Inventari del Patrimoni Arquitectònic de Catalunya.

## Descripció
Situat a la banda de llevant del petit nucli urbà de Calabuig, dins la població de Bàscara a la qual pertany. El conjunt està delimitat per l'antic camí a Figueres i presenta accés des del carrer de la Mosca.
Es tracta d'un conjunt format per dos portals situats als baixos d'un edifici de planta rectangular, amb jardí. Presenta la coberta de teula de dues vessants i està distribuït en planta baixa i pis. Els portals estan oberts als baixos de la façana de llevant de l'actual edifici, la qual es correspon amb el traçat de la muralla oriental de l'antiga cellera medieval de Calabuig, nascuda al costat del castell. El portal situat a l'extrem de migdia dona pas al carrer Major, mitjançant quatre graons refets que salven el desnivell existent entre la part exterior i interior del nucli. El portal de l'extrem de tramuntana dona accés al carrer de l'Oli mitjançant unes escales que finalitzen a l'interior del passadís. Ambdós portals són d'arc rebaixat bastit amb maons, tot i que els muntants conserven els carreus de pedra desbastats, amb alguna reparació posterior. El de migdia presenta una fina obertura rectangular a manera d'espitllera, situada a la banda esquerra i actualment tapiada. A l'interior dels passadissos, les voltes són rebaixades i estan bastides amb maons disposats a pla, de factura posterior. Entre els dos portals hi ha un basament de mur atalussat que podria estar relacionat amb la primitiva muralla. Damunt dels portals, al pis, les obertures són rectangulars i moltes estan emmarcades amb carreus de pedra ben desbastats i les llindes planes. De la façana de ponent de l'edifici, destaca la finestra d'arc de mig punt bastida amb pedra picada i l'ampit motllurat, situada damunt del portal de la banda de migdia. La casa presenta un gran portal d'arc de mig punt per accedir al pati, situat a la banda sud de la construcció. Aquesta façana presenta les obertures majoritàriament restituïdes. Adossat a aquest edifici per la banda de tramuntana hi ha un altre habitatge que segueix l'antic traçat de la muralla. Presenta l'accés pel carrer de l'Oli i les obertures, de la mateixa manera que a l'edifici que ens ocupa, són rectangulars i estan emmarcades amb pedra. Una de les llindes porta gravat l'any 1765, possible data de reforma.
La construcció és bastida amb pedres desbastades i sense treballar, còdols i maons, lligats amb morter i amb diversos trams del parament arrebossats.

## Història
Aquest conjunt està situat a la banda de llevant de l'antiga cellera o burg d'origen medieval de Calabuig. Aquest petit nucli estava situat a la banda de llevant del castell, delimitat per muralles als costats nord, est i sud, i adossat al mur de llevant de la fortificació. De fet, el mur de llevant de l'edifici es correspon amb el tram oriental de l'antiga muralla del barri Les primeres mencions directes de la cellera de Calabuig són de la primera meitat del segle xiv. En un document de l'any 1339 entre Jofre de Rocabertí i Guillem de Galliners, castlà del castell, es menciona una casa situada "in barrio seu cellaria". Tot i això, és probable que el nucli ja existís a finals del segle xiii.
Posteriorment, en un capbreu datat l'any 1598, s'esmenta que la muralla tenia un únic portal d'accés. És probable que l'altre portal s'obrís al cap de poc temps, ja que segons el capbreu, les fortificacions del sistema defensiu del castell ja estaven en desús en aquell any.
Hi ha una altra dada a destacar referent a l'edifici en si. Segons el registre de propietaris del mateix any, la construcció era propietat del rector Baldiri Sobirà. Consta al document que el rector tenia cambra, rectoria, terra i paller.